# Grozdje
Grozdje je sadje, ki zraste na vinski trti. 

## Opis
Grozdje je jagodičasto sadje, ki se razvije iz podolgovatih socvetij ali grozdov, kjer peclji bodočih jagod rastejo na vejevju osrednjega stebelca. Trtni listi so trojno nacepljeni in zelo veliki. Zrele jagode so okrogle do jajčaste oblike, velike od 5 mm do 3 cm in so lahko dveh barv, belo grozdje je v rumeni do svetlozeleni barvi, črno pa je obarvano v vseh odtenkih med rožnato, vijolično in temnomodro barvo. Velikost in oblika posameznih grozdov je odvisna od vrste trte; nekatere vrste lahko normalno obrodilo do 2 kg težke plodove. Ker je trta grmovnica in plezalka, nima močnega vejevja in ga je treba med rastjo usmerjati in obrezovati, da se razvijejo večji plodovi. Pri obrezovanju trt je treba tudi paziti, da se grozdi ne "skrijejo" za širokimi trtnimi listi, temveč da ostanejo izpostavljeni soncu.
Grozdje v Sloveniji dozori med koncem avgusta in začetkom oktobra. Pobiranje grozdja s trt imenujemo trgatev in je v vinorodnih krajih povezana z različnimi ljudskimi običaji.
Grozdje je bogato s polifenoli in zahvaljujoč temu lahko pomaga povečati naravno zaščito naše kože pred sončnimi ultravijoličnimi žarki, torej lahko deluje kot užitni sončni pretvornik.

## Uporaba
Glavno razlikovanje grozdja je med vrstami, ki se uporabljajo kot sveže sadje, in tistimi, ki so primerne za pridelavo vina. 
Namizno grozdje se prideluje predvsem v južnejših krajih, kjer poletna temperatura dovoljuje večje in lepše plodove. Sicer ni rečeno, da so te vrste slajše ali kako drugače okusnejše od severnih, tržna merila zahtevajo predvsem lepši izgled. Ta miselnost je popolnoma odstranila iz tržnic drobno grozdje, ki se uporablja še samo za vinarjenje. 
Tudi pridelava vina se je v zadnjih desetletjih vedno bolj specializirala. Medtem ko je bila še nedavno vsaka sorta grozdja uporabna za vino, se današnji kmet raje opredeli za kvalitetnejše trte in za pridelavo vin s poreklom. Zaradi tega je veliko domačih trt, ki so nudile različne okuse grozdja, šlo v pozabo. Istočasno je bilo opuščeno kuhanje tropinovca (ali tropinjevca), ki je bil stranski pridelek vinarjenja v Istri in na Krasu.
Velike količine grozdja se predelajo tudi za rozine, ki se na široko uporabljajo po vsem svetu. Naravno sušenje grozdja za pridobivanje rozin je razširjeno predvsem v Sredozemlju, umetno sušenje pa se je obneslo največ v ZDA in v Avstraliji.
Iz grozdja se da pridelati tudi sok, to je brezalkoholno pijačo, ki pa ni zelo razširjena.

## Prerez grozdne jagode
Diagram predstavlja prerez grozdne jagode (na levi) in seznam snovi, ki se izločajo pri stiskanju grozdja za pridobivanje vina (na desni). Legenda: 
1. Ožilje
1.a. glavno
1.b. semensko
1.c. stransko
2. Seme
2.a. kalček
2.b. ovojnica
2.c. hranilno tkivo
3. Sočivje
3.a. prekatno
3.b. notranje
3.c. zunanje
4. Olupek
5. Stransko ožilje
6. Prekati (po 2 semeni)
8. Pecelj
9. Izid stiskanja
10.-1. Osrednji del
10.a. drugo prešanje
10.b. jabolčna kislina
10.c. sladkor
11.-2. Vmesni del
11.a. prvo prešanje
11.b. vinska kislina
11.c. sladkor
12.-3. Zunanji del
12.a. tretje prešanje
12.b. tanini in polifenoli
12.c. kalij
12.d. arome
12.e. kisloba
12.f. sladkor
12.g. oksidaze

## Prehranska vrednost
| Grozdje, rdeče ali belo Hranilna vrednost na 100 g | Grozdje, rdeče ali belo Hranilna vrednost na 100 g |
| --- | -------------------------------------------------- |
| Energija: 70 kcal 290 kJ |                                                    |
| \| Ogljikovi hidrati: \| 18.1 g \| \| - sladkorji: 15.48 g \| \| \| - vlaknine: 0.9 g \| \| \| Maščobe: \| 0.16 g \| \| Beljakovine: \| 0.72 g \| \| Tiamin (vit. B1): 0.069 mg \| 5% \| \| Riboflavin (vit. B2) 0.07 mg \| 5% \| \| Niacin (vit. B3): 0.188 mg \| 1% \| \| Pantotenska kislina (vit. B5): 0.05 mg \| 1% \| \| Vitamin B6 0.086 mg \| 7% \| \| Folati (vit. B9): 2 μg \| 1% \| \| Vitamin C: 3.2 mg \| 5% \| \| Vitamin E: 0.19 mg \| 1% \| \| Vitamin K: 14.6 μg \| 14% \| \| Kalcij: 10 mg \| 1% \| \| Železo: 0.36 mg \| 3% \| \| Magnezij: 7 mg \| 2% \| \| Fosfor: 20 mg \| 3% \| \| Kalij: 191 mg \| 4% \| \| Natrij: 2 mg \| 0% \| \| Cink: 0.07 mg \| 1% \| \| Fluorid \| 7.8 µg \| |                                                    |
| Link to USDA Database entry Odstotki so podani glede na ameriška priporočila za odrasle. Vir: USDA Nutrient database |                                                    |
| Ogljikovi hidrati: | 18.1 g                                             |
| - sladkorji: 15.48 g |                                                    |
| - vlaknine: 0.9 g |                                                    |
| Maščobe: | 0.16 g                                             |
| Beljakovine: | 0.72 g                                             |
| Tiamin (vit. B1): 0.069 mg | 5%                                                 |
| Riboflavin (vit. B2) 0.07 mg | 5%                                                 |
| Niacin (vit. B3): 0.188 mg | 1%                                                 |
| Pantotenska kislina (vit. B5): 0.05 mg | 1%                                                 |
| Vitamin B6 0.086 mg | 7%                                                 |
| Folati (vit. B9): 2 μg | 1%                                                 |
| Vitamin C: 3.2 mg | 5%                                                 |
| Vitamin E: 0.19 mg | 1%                                                 |
| Vitamin K: 14.6 μg | 14%                                                |
| Kalcij: 10 mg | 1%                                                 |
| Železo: 0.36 mg | 3%                                                 |
| Magnezij: 7 mg | 2%                                                 |
| Fosfor: 20 mg | 3%                                                 |
| Kalij: 191 mg | 4%                                                 |
| Natrij: 2 mg | 0%                                                 |
| Cink: 0.07 mg | 1%                                                 |
| Fluorid | 7.8 µg                                             |

## Pridelava
| Država      | Površina (km²) |
| ----------- | -------------- |
| Španija     | 11.750         |
| Francija    | 8.640          |
| Italija     | 8.270          |
| Turčija     | 8.120          |
| ZDA         | 4.150          |
| Iran        | 2.860          |
| Romunija    | 2.480          |
| Portugalska | 2.160          |
| Argentina   | 2.080          |
| Čile        | 1.840          |
| Avstralija  | 1.642          |
| Armenija    | 1.459          |
| Libanon     | 1.122          |

| Država    | Pridelava 2009 (v tonah) | ‡   | Pridelava 2010 (v tonah) | ‡   | Odstotek svetovne pridelave za 2010 |
| --------- | ------------------------ | --- | ------------------------ | --- | ----------------------------------- |
| Kitajska  | 8.039.091                |     | 8.651.831                |     | 12.67%                              |
| Italija   | 8.242.500                |     | 7.787.800                |     | 11.40%                              |
| ZDA       | 6.629.160                |     | 6.220.360                |     | 9.11%                               |
| Španija   | 5.573.400                |     | 6.107.200                |     | 8.94%                               |
| Francija  | 6.104.340                |     | 5.848.960                |     | 8.56%                               |
| Turčija   | 4.264.720                |     | 4.255.000                |     | 6.23%                               |
| Čile      | 2.500.000                | (F) | 2.755.700                | (I) | 4.03%                               |
| Argentina | 2.181.570                |     | 2.616.610                |     | 3.83%                               |
| Indija    | 1.878.000                |     | 2.263.100                | (I) | 3.31%                               |
| Iran      | 2.255.670                |     | 2.255.670                |     | 3.30%                               |
| Svet      | 67.901.744               | (A) | 68.311.466               | (A) | 100%                                |

k

‡ Opombe:
Brez simbola = Uradni podatki
(A) = Lahko vsebuje uradne, poluradne ali približne podatke
(F) = Ocena FAO
(I) = Podatki FAO glede na vsnosno metodologijo
Opomba: Skupni podatki niso vsota podatkov iz tabele, ker je bilo več držav izpuščenih. Navedene države predstavljajo približno 71.38% svetovne proizvodnje leta 2010.
Vir: Food And Agricultural Organization of United Nations: Economic And Social Department: The Statistical Division